# Domaniewice (gemeente)
De gemeente Domaniewice is een landgemeente in het Poolse woiwodschap Łódź, in powiat Łowicki.
De zetel van de gemeente is in Domaniewice.
Op 30 juni 2004 telde de gemeente 4621 inwoners.

## Oppervlakte gegevens
In 2002 bedroeg de totale oppervlakte van gemeente Domaniewice 86,23 km², waarvan:
- agrarisch gebied: 76%
- bossen: 14%

De gemeente beslaat 8,74% van de totale oppervlakte van de powiat.

## Demografie
Stand op 30 juni 2004:
| Omschrijving                   | Totaal | Totaal | Vrouwen | Vrouwen | Mannen | Mannen |
| ------------------------------ | ------ | ------ | ------- | ------- | ------ | ------ |
| eenheid                        | aantal | %      | aantal  | %       | aantal | %      |
| inwoners                       | 4621   | 100    | 2383    | 51,6    | 2238   | 48,4   |
| bevolkingsdichtheid (inw./km²) | 53,6   | 53,6   | 27,6    | 27,6    | 26     | 26     |

In 2002 bedroeg het gemiddelde inkomen per inwoner 1202,18 zł.

## Administratieve plaatsen (sołectwo)
Domaniewice, Krępa, Lisiewice Małe, Lisiewice Duże, Reczyce, Rogóźno, Sapy, Skaratki, Skaratki pod Las, Skaratki pod Rogóźno, Stroniewice, Strzebieszew.

## Aangrenzende gemeenten
Bielawy, Głowno, Łowicz, Łyszkowice